# Ready Steady Go!
Ready Steady Go! was een van de eerste rock/pop-muziekshows bij de Britse televisie. De eerste uitzending vond plaats in augustus 1963, de laatste in december 1966. Tijdens deze periode veroverde de Britse rock- en popmuziek de wereld.
De show werd 's vrijdagsavonds uitgezonden en luidde met de slogan 'The weekend start here!' het weekend in. De openingssong was 5-4-3-2-1 van Manfred Mann, die later werd vervangen door Hubble Bubble, Toil and Trouble, eveneens van Manfred Mann. In het begin traden bands en artiesten met playback op, maar vanaf 1964 waren enkele, vanaf 1965 waren alle optredens live. De gasten mochten hun songs volledig spelen, niet met ingekorte versies, hetgeen in andere shows veelvuldig voorkwam.
Tot de gasten van de show behoorden onder andere The Beatles, Gerry & the Pacemakers, The Rolling Stones, Donovan, The Dave Clark Five, Dusty Springfield, Bobby Vee, The Animals, Cilla Black, The Searchers, The Who, Georgie Fame & the Blue Flames, Billy Fury, Lulu, Van Morrison, Marvin Gaye, Gene Pitney, The Beach Boys, Sandie Shaw, Burt Bacharach, Samantha Jones, Jerry Lee Lewis, Kenny Lynch en Them. Ook nog weinig bekende artiesten kregen de kans voor een optreden, zoals Peter Cook en Dudley Moore. Toen in 1966 de beatmuziek aan populariteit verloor, werd de show stopgezet.